# Торраццо
Торраццо (італ. Torrazzo, п'єм. Torass) — муніципалітет в Італії, у регіоні П'ємонт,  провінція Б'єлла.
Торраццо розташоване на відстані близько 540 км на північний захід від Рима, 55 км на північний схід від Турина, 13 км на південний захід від Б'єлли.
Населення — 213 осіб (2014).

## Демографія
Населення за роками:

Станом на 1 січня 2023 року в муніципалітеті офіційно проживало 9 іноземців з 5 країн, серед них 2 громадяни країн Євросоюзу та 1 громадянин України.

## Сусідні муніципалітети
- Болленго
- Буроло
- К'яверано
- Маньяно
- Сала-Б'єллезе
- Цуб'єна